# Алаверди (Ахметский муниципалитет)
Алаверди (груз. ალავერდი) — село в Грузии. Находится в Ахметском муниципалитете края Кахетия. Расположено в 14 км к северо-западу от Телави. Рядом с селом протекает река Алазани и расположен известный монастырский комплекс и кафедральный собор.
Высота над уровнем моря составляет 445 метров. Население — 141 человек (2014).
В советское время село Алаверди входило в Ожиойский сельсовет Ахметского района.